# Bert Lown

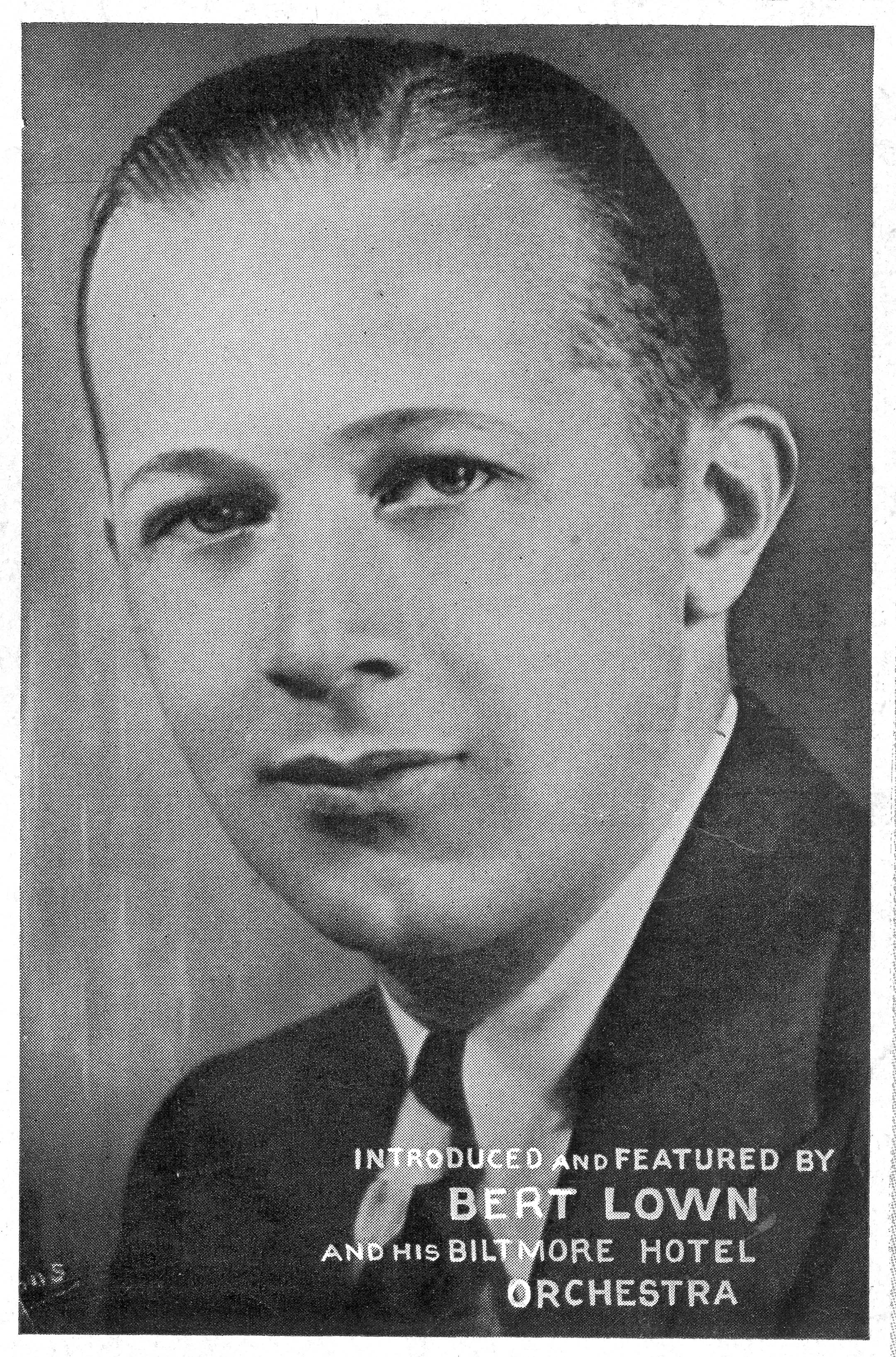
Bert Lown, foto op de voorkant van de bladmuziek van By My Side, co-written by Lown.

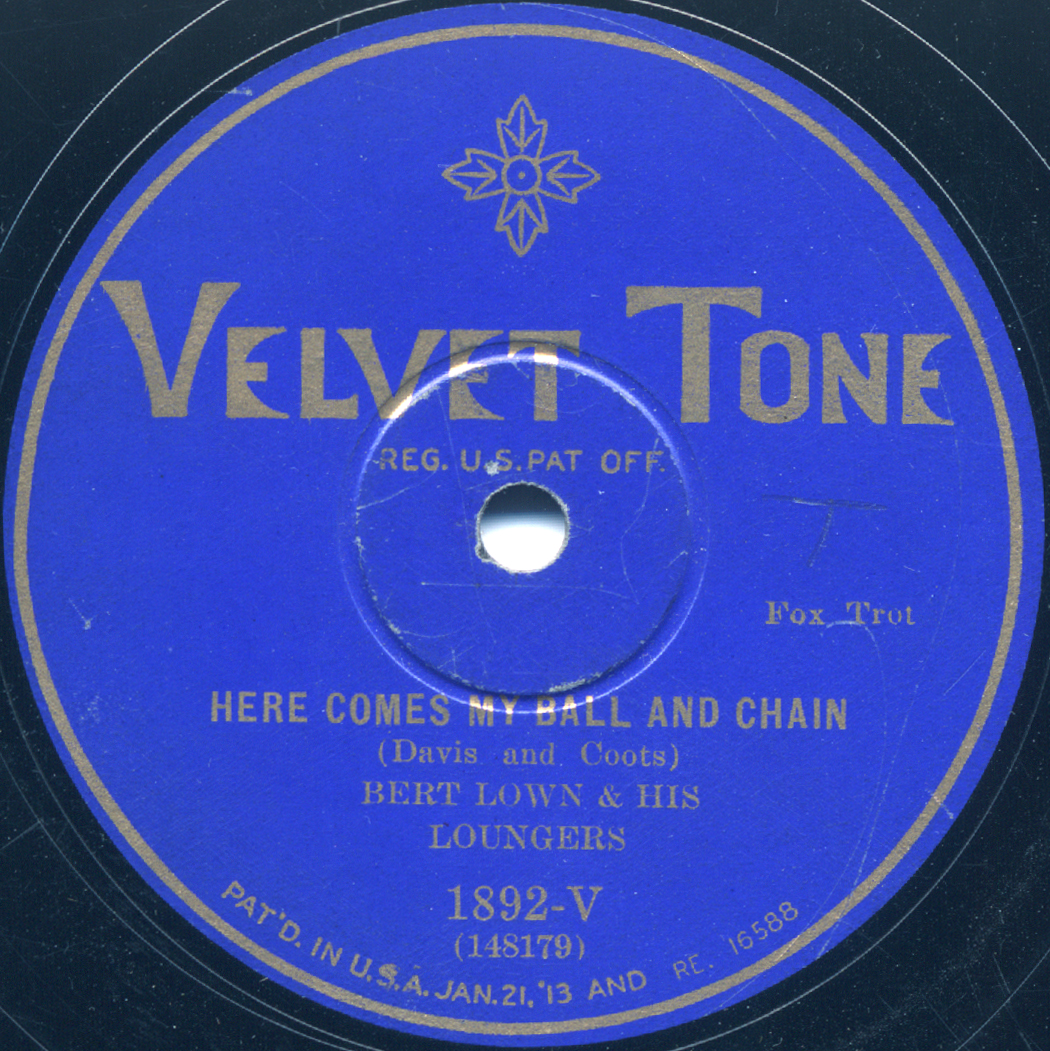
De grammofoonplaat 'Here Comes My Ball and Chain' op Velvet Tone Records

Bert Lown (White Plains (New York), 6 juni 1903 - Portland (Oregon), 2 of 20 november 1962) was een violist en orkestleider.

## Biografie
Lown begon als 'sideman' in de band van Fred Hamm. In de jaren twintig en dertig leidde hij verschillende dansorkesten die jazzy muziek speelden. Zijn meeste bekende band was het Biltmore Hotel Orchestra. In die tijd maakte hij talloze opnames voor Victor Records. Musici die hem hierin bijstonden waren onder andere Miff Mole en Adrian Rollini. In 1925 of 1930 componeerde hij met Hamm, Dave Bennett en Chauncey Gray de bekende standard 'Bye Bye Blues', een nummer dat hij ook zelf heeft opgenomen. Hij schreef tevens andere liedjes, zoals 'You're The One I Care For' en 'Tired'. In het midden van de jaren '30 stopte hij met het leiden van orkesten en werd hij een booking agent en manager. Later verliet hij de muziekindustrie helemaal en had hij leidinggevende posten in de televisiewereld.
Lown overleed aan een hartaanval.

## Opname-geschiedenis
- In 1929 nam hij op voor Columbia's goedkope labels (dime store labels) als Diva, Harmony en Velvet Tone)
- In 1930 maakte hij opnames voor de goedkope labels van Plaza/ARC, waaronder Banner, Cameo, Pathe, Perfect, Jewel, Regal Records, Conqueror)
- In 1930 nam hij een paar nummers op voor Hit of the Week en voor Columbia. In 1931 kwam in Argentinië de plaat 'To Whom It May Concern' uit. Op de B-kant van de plaat stond een nummer van het orkest van Duke Ellington, 'Blue Again'
- In de jaren 1930-1932 nam hij talloze nummers op voor Victor
- In 1933 werden zijn platen uitgebracht op het nieuwe Victor-label Bluebird, een 'dime store'-label. Deze opnames kwamen ook uit op Electradisk, het label Sunrise (deze platen zijn zeldzaam) en het label Fox Movietone label).

## Discografie
- Bert Lown's Biltmore Hotel Orchestra, Old Masters, 1887